# U.F.O. (film 2012)
U.F.O. è un film del 2012, diretto da Dominic Burns e conosciuto anche col titolo Alien Uprising.

## Trama
La storia si apre con una squadra militare inviata a una casa in campagna a mezzanotte. Trovano un camion con un uomo morto e una scia di sangue che riporta a casa. All'interno trovano diversi bersagli (nessuno dei quali si vede) e ricevono l'ordine di uccisione. Una serie di spari risuona, accompagnata da una serie di urla. Pochi istanti dopo, una giovane donna di nome Dana esce barcollando da casa con il sangue sulle mani e guarda incredula il cielo.
Due giorni prima, Dana e le sue amiche si impegnano in una notte di forti bevute, combattimenti e spostamenti in un club: Michael, un tenente della SAS, il suo migliore amico e stregone Robin e Vincent. Robin propone a Dana e lei accetta immediatamente, mentre Michael fa amicizia con una bellissima ragazza americana di nome Carrie. Vincent, tuttavia, agisce in modo molto indecente nei confronti di un clubber e viene espulso, insieme a Michael quando lo difende. Ne segue uno scontro tra Michael e i buttafuori, con Robin e Dana che si uniscono. Alla fine il gruppo torna a casa di Robin dove Michael e Carrie fanno sesso mentre Dana e Robin celebrano il loro fidanzamento in modo simile. Aspetti sospesi, escono ubriachi da casa di Robin e scoprono che nessuno sulla loro strada ha il servizio di telefonia mobile o energia. Si trovano di fronte a un vagabondo apparentemente squilibrato che insiste sul fatto che sono in pericolo da persone con un segno viola. Quando un'astronave delle dimensioni di una città sorvola Derby, il panico e la società della città iniziano a crollare. Michael, tenta di condurre i suoi amici in salvo. Si dirigono verso un negozio dove lavora il loro amico Pete, ma è chiuso. Il gruppo salva un immigrato dai delinquenti arrabbiati e Pete permette al gruppo di entrare dall'ingresso laterale. Tuttavia, scoppia una rivolta quando la folla li vede raccogliere i rifornimenti e i saccheggiatori tentano di rubare la spesa. Michael spaventa i saccheggiatori con una pistola e gli amici tornano a casa di Robin.
Michael e Carrie escono per ottenere carburante e munizioni per la pistola di Michael, e si imbattono in John, un addetto alla stazione di benzina che crede che gli alieni attaccheranno. Carrie suggerisce che gli alieni sono esploratori, ma John afferma che non ci sarà pace duratura, perché anche se gli alieni non attaccano per primi, i governi umani si faranno prendere dal panico e attaccheranno gli alieni, incitandoli a rispondere in natura. Di nuovo in macchina, Carrie dice a Michael che è in Inghilterra per conoscere la sua cultura e la sua gente, e sono coinvolti in un incidente d'auto. Carrie cerca freneticamente di salvare un sopravvissuto, ma Michael amministra una misericordia uccidendo quando diventa chiaro che non ce la farà. Mentre Michael cerca di trascinare via Carrie, insiste sul fatto che c'è una ragazza (vista prima nella Piazza del Mercato) ancora viva nell'auto. Salvano la ragazza e l'auto esplode dietro di loro. Quando tentano di ottenere rifornimenti per bendare la ragazza ferita, un poliziotto li ferma, dopo aver rinchiuso il posto, ma accetta di lasciarli entrare quando la ragazza lo identifica come un "uomo con un segno viola". Una volta dentro, tuttavia, il poliziotto tenta improvvisamente di uccidere la ragazza. Michael si impegna in una lunga battaglia con lui, solo che quest'ultimo possa sopraffare con abilità di combattimento superiori. Carrie salva Michael dall'essere strangolato pugnalando il poliziotto con un frammento di vetro, facendolo soffocare nel sangue e soffocare. Carrie rimane disgustato da Michael e lo vede come un assassino a sangue freddo, ma Michael ribatte che era "lui o noi".
Gli alieni prendono di mira la casa di Robin e lui, Dana e Vincent sfuggono a malapena alle navi di pattuglia aliene. Robin e Vincent escono per rubare una macchina, e Dana viene lasciata sola nella casa, dove apparentemente viene perseguitata da una nave da caccia. Viene salvata dai soldati Kenny e Sam che abbattono la nave con un lanciarazzi. Il gruppo si riunisce e si dirige a casa di George quando appare il vagabondo squilibrato e li affronta con una pistola e dice che stanno proteggendo il Diavolo. Michael cerca di ragionare con lui, ma i soldati sparano al vagabondo mentre il vagabondo uccide accidentalmente Robin. Il gruppo guida a casa di George, dove si convincono che gli infiltrati alieni si nascondono tra gli umani, identificabili con un segno viola. Il gruppo apprende dalla ragazza che il poliziotto incontrato in precedenza era uno di loro e aveva cercato di uccidere la ragazza perché sapeva troppo. George rivela di aver monitorato la situazione con un trasmettitore speciale, presumibilmente di origine aliena, e afferma che nessuno avrebbe saputo se stava accadendo. Conclude che dovrebbero fidarsi solo delle persone che conoscono. Il gruppo accende Carrie, per la quale nessuno di loro può garantire e perché il vagabondo le puntava la pistola. Michael convince gli altri a permettergli di ispezionare privatamente Carrie per un segno viola. Mentre entrano nella stanza, Michael confessa di essere stato scaricato in modo disonesto , qualcosa che aveva trascurato di dire a chiunque, anche ai suoi amici. Afferma che non vuole credere che sia un'aliena, ma che ha bisogno che lei lo provi, quando Carrie lo spara all'improvviso con la sua stessa pistola. Carrie combatte contro Sam, Kenny e George che arrivano per fermarla, mostrando le stesse abilità di combattimento che Michael aveva usato in precedenza e sopravvive a un tiro vuoto dal fucile di George. Quindi prende in ostaggio Dana e scappa fuori dalla casa di George. Kenny la segue in una stalla e le spara proprio mentre viene teletrasportata a bordo di una nave. George tenta di molestare gli alieni offrendo la tecnologia aliena che possiede, ma loro lo disintegrano.
Kenny e Sam attaccano l'UFO con fucili automatici, ma le loro armi sembrano non avere alcun effetto. Mentre aspettano di essere disintegrati, un altro UFO attacca e distrugge quello. Il cielo si riempie di due diversi tipi di UFO, che si attaccano a vicenda. Sam viene ucciso nel fuoco incrociato e gli altri si ritirano a casa di George. Sulla sua televisione, vedono un lettore di notizie in forma di Carrie annunciare che l'umanità ha vinto la guerra e che la gente dovrebbe tornare a casa. Vincent tenta di violentare Dana e Kenny lo picchia selvaggiamente e minaccia di ucciderlo. Prima che possa, una squadra di infiltrazioni aliene guidata da un duplicato del poliziotto irrompe e riferisce che c'è una ragazza lì che può identificarli. Una serie di flashback rivela che c'erano diverse altre copie di lui che hanno seguito il gruppo e presumibilmente sono state usate come infiltrati. Nell'ultima scena, la squadra di infiltrazioni riceve un via libera per uccidere tutti in casa e le loro urla vengono ascoltate alla radio. Nelle profondità dello spazio esterno , la battaglia tra le due fazioni aliene infuria, mentre la nave madre inizia a scendere.